# Liste der Biografien/Suj
Liste der Biografien |
Portal Biografien |
Personensuche
# |
A |
B |
C |
D |
E |
F |
G |
H |
I |
J |
K |
L |
M |
N |
O |
P |
Q |
R |
S |
T |
U |
V |
W |
X |
Y |
Z |
?
 
Sa |
Sb |
Sc |
Sd |
Se |
Sf |
Sg |
Sh |
Si |
Sj |
Sk |
Sl |
Sm |
Sn |
So |
Sp |
Sq |
Sr |
Ss |
St |
Su |
Sv |
Sw |
Sy |
Sz
 
Sua |
Sub |
Suc |
Sud |
Sue |
Suf |
Sug |
Suh |
Sui |
Suj |
Suk |
Sul |
Sum |
Sun |
Suo |
Sup |
Suq |
Sur |
Sus |
Sut |
Suu |
Suv |
Suw |
Sux |
Suy |
Suz
Die Liste der Biografien führt alle Personen auf, die in der deutschsprachigen Wikipedia einen Artikel haben. Dieses ist eine Teilliste mit 25 Einträgen von Personen, deren Namen mit den Buchstaben „Suj“ beginnt.

## Suj

### Suja
- Suja, Andea Geway (* 1966), tansanischer Marathonläufer
- Sujan, Nurul Islam (* 1956), bangladeschischer Politiker

### Suje
- Sujeu, Wiktar (* 1983), belarussischer Boxer
- Sujew, Alexander Dmitrijewitsch (* 1996), russischer Fußballspieler
- Sujew, Alexander Michailowitsch (1961–2001), sowjetischer Militärpilot und DeserteurAlexander Michailowitsch Sujew (1961–2001)

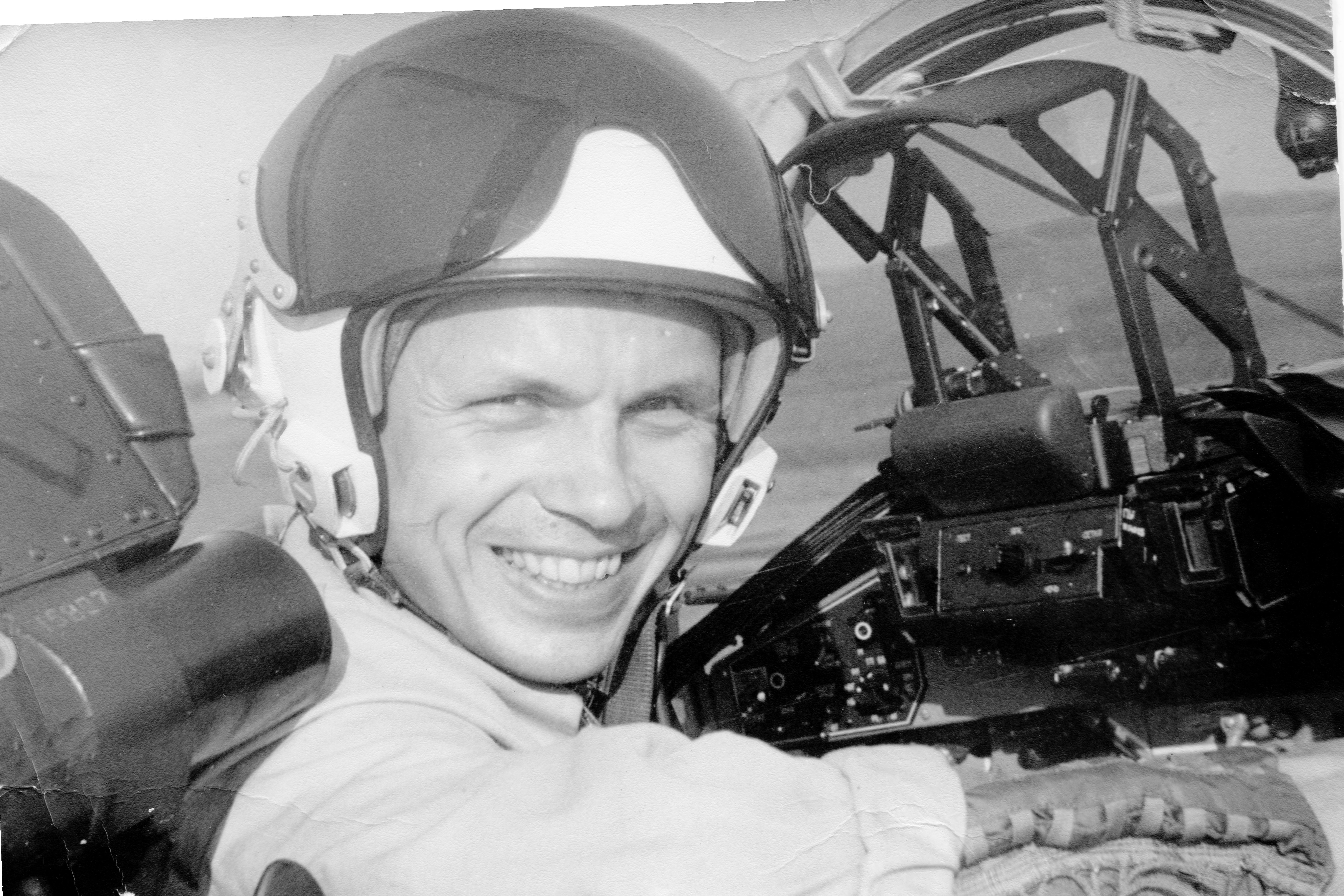
Alexander Michailowitsch Sujew (1961–2001)

- Sujew, Andrei Alexandrowitsch (* 1964), russischer Eishockeytorwart und -trainer
- Sujew, Diana (* 1990), deutsche Leichtathletin
- Sujew, Juri Alexejewitsch (1932–2006), russisch-kasachischer Sinologe und Turkologe
- Sujew, Nikolai Wladimirowitsch (* 1970), russischer Badmintonspieler
- Sujew, Stepan Olegowitsch (* 1988), russischer Skirennläufer
- Sujew, Wassili Fjodorowitsch (1754–1794), russischer Naturforscher und Forschungsreisender
- Sujew, Wassili Iwanowitsch (* 1870), russischer Maler
- Sujewa, Anastassija Platonowna (1896–1986), russische Theater- und Filmschauspielerin
- Sujewa, Marina Olegowna (* 1956), russische Eistänzerin und Eiskunstlauftrainerin
- Sujewa, Maryna (* 1992), belarussische Eisschnellläuferin
- Sujewa, Natalja Wladimirowna (* 1988), russische Turnerin und Olympiasiegerin

### Suji
- Süjimbajew, Ghafurschan (* 1990), kasachischer Fußballspieler
- Sujin (148 v. Chr.–30 v. Chr.), 10. Tennō von Japan (97 v. Chr.–30 v. Chr.)
- Sujin Jinayon (* 1935), thailändischer Genetiker und Universitätspräsident

### Sujk
- Sujka, Krzysztof (* 1955), polnischer Radrennfahrer

### Sujo
- Sujo, Juana (1913–1961), argentinische Filmschauspielerin

### Sujs
- Šujster, Vladimir (* 1972), kroatischer Handballspieler

### Suju
- Sujuandy, Umayr (* 2003), singapurischer Fußballspieler
- Sujumbike (* 1516), Regentin des Kasaner Khanats
- Sujunschalina, Bibigul Aktan (* 1991), russische Schauspielerin und Model